# Кемпферол
Кемпферол представляет собой природный флавонол, разновидность флавоноидов, обнаруженный в различных растениях и продуктах растительного происхождения, включая капусту, бобы, чай, шпинат и брокколи. Кемпферол является фитоэстрогеном и действует как агонист эстрогена.

## Нахождение
Кемпферол является вторичным метаболитом, обнаруженным во многих растениях, продуктах растительного происхождения и традиционных лекарствах. Кемпферол широко распространен в различных родах растений: живокость (Delphinium), камелия (Camellia), барбарис (Berberis), цитрус, капуста, лук, яблоня и другие. В этих растениях кемпферол связан с различными фрагментами гликозидов. Он также был обнаружен в различных лекарственных растениях: акация нильская, алоэ, шафран посевной, гинкго билоба, зверобой продырявленный, эмблика, смородина чёрная и розмарин лекарственный.
| Ягоды, фрукты, овощи       | Кемпферол (мг/100 г) |
| -------------------------- | -------------------- |
| каперсы, сырые             | 259                  |
| шафран                     | 205                  |
| каперсы, консервированные  | 131                  |
| руккола, сырая             | 59                   |
| капуста, сырая             | 47                   |
| зелень горчицы, сырая      | 38                   |
| имбирь                     | 34                   |
| фасоль обыкновенная, сырая | 26                   |
| пекинская капуста, сырая   | 23                   |
| укроп, свежий              | 13                   |
| кресс-салат, сырой         | 13                   |
| лук, сырой                 | 10                   |
| док, сырой                 | 10                   |
| эндивий, сырой             | 10                   |
| капуста, сырая             | 9                    |
| брокколи, сырая            | 8                    |
| листья фенхеля             | 7                    |
| ягоды годжи, сушеные       | 6                    |
| листья голени, сырые       | 6                    |
| мангольд, сырой            | 4                    |

## Влияние на организм
Кемпферол обладает широким спектром фармакологического воздействия на воспаление, окисление и регуляцию опухолей и вирусов. Кемпферол оказывает множественное терапевтическое воздействие на заболевания печени, может не только защищать паренхиматозные клетки печени с помощью различных антиоксидантных и антиапоптотических механизмов, но и снижать иммунный воспалительный ответ в микроокружении печени, тем самым предотвращая клеточный апоптоз. Большое количество доклинических исследований подтвердили положительную роль кемпферола в профилактике и лечении рака молочной железы. Сообщается, что кемпферол является подходящим соединением для терапии ревматоидного артрита.

### Биодоступность
Кемпферол плохо всасывается, имеет крайне низкую биодоступность при пероральном приеме. Однако сообщалось, что комбинация кемпферола с другими противоопухолевыми средствами усиливает действие противоракового средства. Например, комбинация кемпферола с кверцетином значительно усиливает противораковые эффекты кверцетина.

### Побочные эффекты
Кемпферолы вызывают некоторые дополнительные побочные эффекты. Например, потребление кемпферола снижает биодоступность железа и/или снижает уровень фолиевой кислоты в клетках, что может вызывать некоторые аномальные эффекты у пациентов с дефицитом железа и/или фолиевой кислоты.